# With Ears to See and Eyes to Hear
With Ears to See and Eyes to Hear es el álbum debut de la banda norteamericana de post-hardcore Sleeping with Sirens. Fue lanzado el 23 de marzo de 2010 por Rise Records, alcanzando el puesto nº 7 en la lista de éxitos Top Heatseekers, de Billboard, y el nº 36 en Top Independent Albums. El álbum fue elogiado sobre todo por la voz del vocalista Kellin Quinn. Éste es también el único álbum de la banda con los guitarristas Brandon McMaster y Nick Trombino, que fueron reemplazados después por Jack Fowler y Jesse Lawson, respectivamente.

## Lista de canciones
| N.º   | Título                                                                                  | Duración |  |
| 1.    | «If I'm James Dean, You're Audrey Hepburn»                                              | 3:40     |  |
| 2.    | «The Bomb Dot Com v2.0»                                                                 | 3:31     |  |
| 3.    | «You Kill Me (In a Good Way)»                                                           | 3:45     |  |
| 4.    | «Let Love Bleed Red» (con Aaron Marsh)                                                  | 3:42     |  |
| 5.    | «Captain Tyin' Knots vs. Mr. Walkway (No Way)» (con Dave Stephens de We Came As Romans) | 3:23     |  |
| 6.    | «Don't Fall Asleep at the Helm»                                                         | 2:17     |  |
| 7.    | «With Ears to See, and Eyes to Hear»                                                    | 3:43     |  |
| 8.    | «In Case of Emergency, Dial 411»                                                        | 2:46     |  |
| 9.    | «The Left Side of Everywhere»                                                           | 3:00     |  |
| 10.   | «Dance Party»                                                                           | 1:33     |  |
| 33:05 |                                                                                         |          |  |

## Personal

### Sleeping with Sirens
- Kellin Quinn - Voz teclados
- Jack Fowler - Guitarra solista
- Jesse Lawson - Guitarra rítmica
- Justin Hills - Bajo
- Gabe Barham - Batería

### Músicos invitados
- Aaron Marsh - Voz adicional en "Let Love Bleed Red"
- David Stephens - Voz adicional en "Captain Tyin' Knots vs. Mr. Walkway (No Way)"

### Producción
- Cameron Mizell - Mezcla, masterización, grabación, sonido, programación adicional, percusión
- Glenn Thomas - Dirección artística, diseño